# 前田寛治
前田 寛治（まえた かんじ、1896年10月1日 - 1930年4月16日）は、日本の洋画家。鳥取県出身。
人物写実画の名手として知られ、満33歳という若さで早逝し10年に満たない短い活動期間であったが、彼の古典的構図でのフォーヴィスム的筆致が「前寛ばり」という流行語を生むなど当時の芸術家に多大な影響を与えた。なお、名字の読みは「まえた」である。

## 略歴
1896年10月1日、鳥取県東伯郡北条町（現・北栄町）国坂の豪農の次男に生まれる。1914年に倉吉中学（現・倉吉東高等学校）を卒業。第三高等学校（現・京都大学）の受験に失敗して画家を志し、美術教師の中井金三に1年間絵を学ぶ。さらに上京して白馬会葵橋洋画研究所で学び、1916年に東京美術学校（現・東京芸術大学）に入学を果たす。学校では長原孝太郎と藤島武二に師事する。一方で在学中の1920年、恩師中井をリーダーとする倉吉の文化団体「砂丘社」に創立から参加し、積極的に同人展に出品する。
1921年、東京美術学校を卒業して研究所に進級し研究生となり、翌1922年から1925年までフランスに滞在し、パリの美術学校アカデミー・ド・ラ・グラン・ショーミエールに籍を置いてクールベの写実主義を研究する。また、このフランス滞在中には同郷のマルクス主義理論家である福本和夫と交友を持ち、影響を受けたとされる。1925年に帰国し、1926年にパリ時代の友人である佐伯祐三、里見勝蔵、小島善太郎たちと「1930年協会」を結成する。1928年6月に東京杉並区天沼にアトリエ兼自邸を建てて「前田写実研究所」を開設し、当地で後進達の指導をしつつ、自身が目指す写実画の更なる探求をはじめる。帝展での特選を重ねた。て、1929年（昭和4年）に帝国美術院賞を受賞、帝展審査員に選ばれる。
1929年（昭和4年）5月、鼻と口腔の間に腫瘍が確認されて、翌月から入院。その病室で絶筆となる大作「海」を完成させて帝展に出品、帝国美術院賞を受賞。帝展審査員に選ばれるも病状は次第に悪化、1930年（昭和5年）4月16日、鼻孔内腫瘍により死去。
作品の多くは故郷の鳥取県の施設に所蔵されている。

## 所蔵
- 鳥取県立博物館 - 作品43点を所蔵、常設展示室に寛治コーナー設置
- 倉吉博物館 - トリエンナーレ形式の指名公募展「前田寛治大賞展」を主催

## 主な作品
- 『海』 - 1930年（絶筆）、油彩・画布、第10回帝展・帝国美術院賞受賞、倉吉博物館蔵
- 『棟梁の家族』 - 1928年、油彩・画布、鳥取県立博物館蔵
- 『ベッドの裸婦』 - 1928年、油彩・画布、兵庫県立美術館蔵
- 『裸体』 - 1928年、129.0×192.5cm、油彩・画布、東京国立近代美術館蔵
- 『横臥裸婦』 - 1927年、油彩・画布、第8回帝展・特選受賞、鳥取県立博物館蔵
- 『J.C嬢の像』 - 1925年、油彩・画布、91×73cm、第6回帝展・特選受賞、倉吉博物館蔵
- 『二人の労働者』 - 1923年、油彩・画布、大原美術館蔵
- 『ポーランド人の姉妹』 - 1923年、117.0×91.0cm、油彩・画布、京都国立近代美術館蔵

## ギャラリー

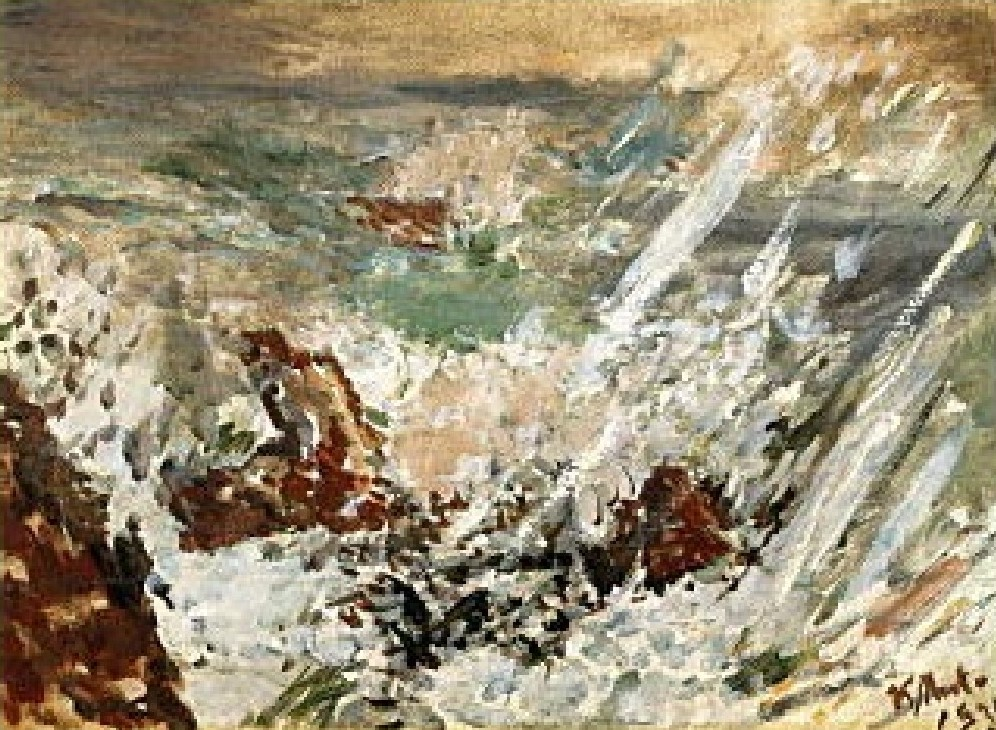
「海」1930年
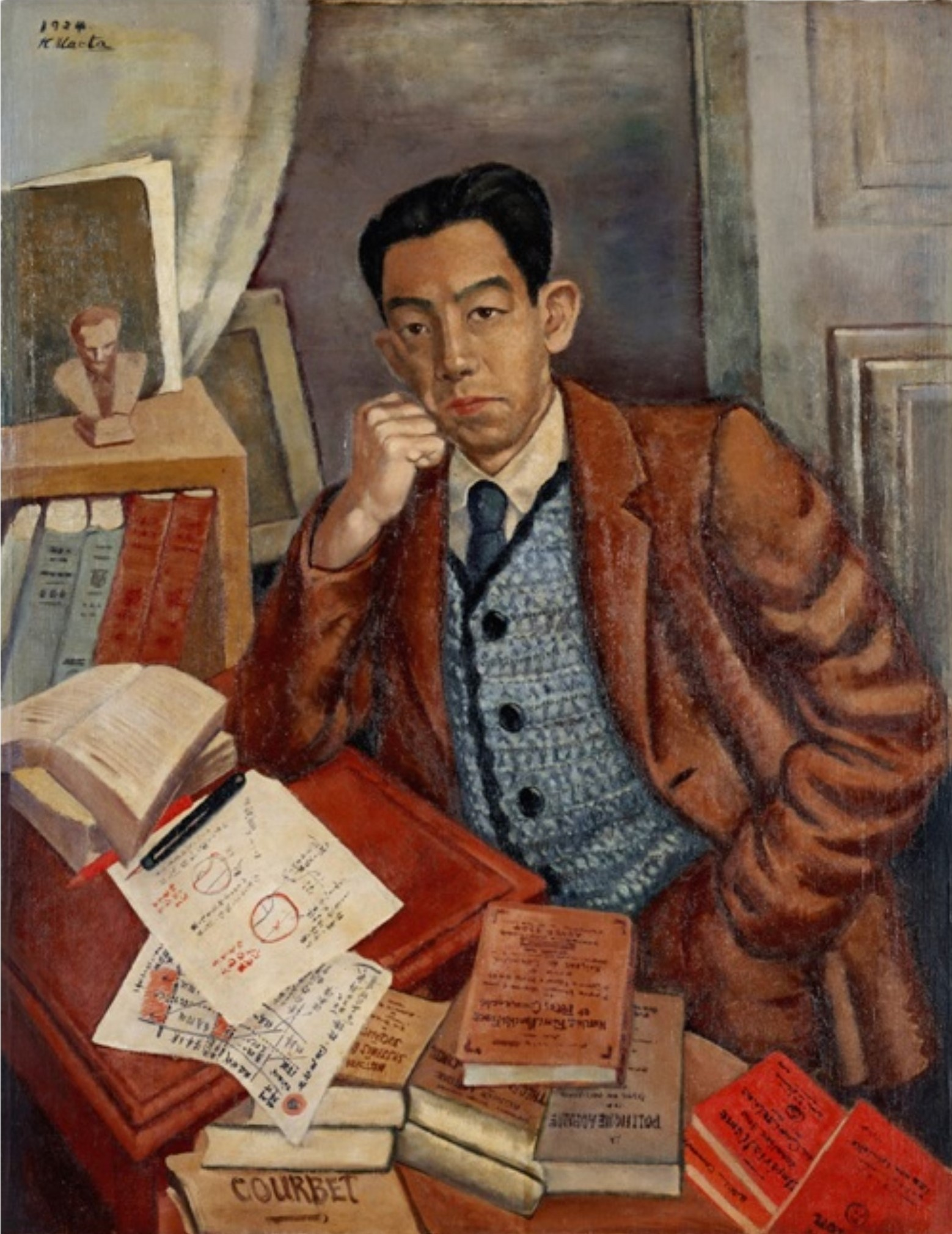
「男の像（高須）」1924年　鳥取県立博物館蔵
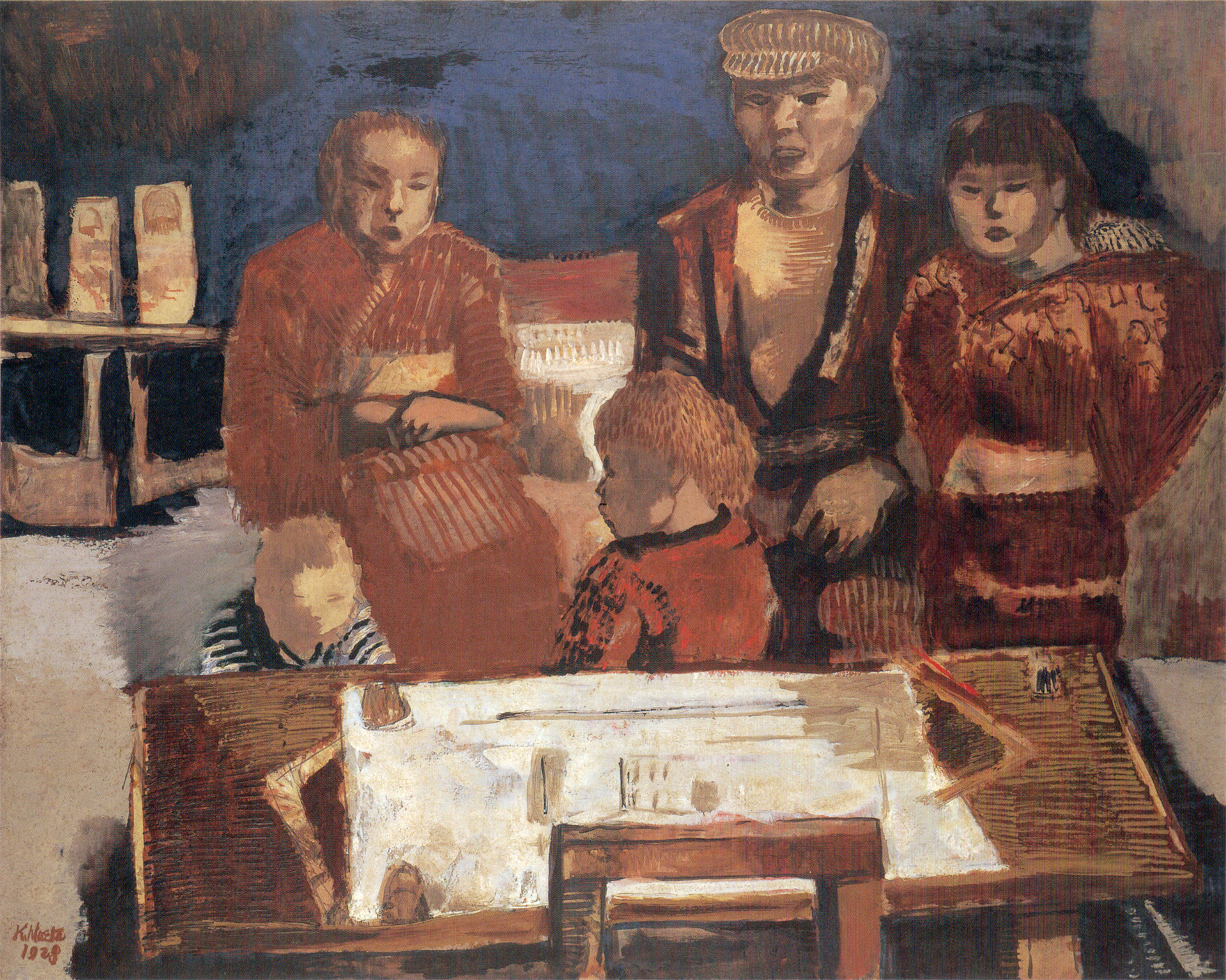
「棟梁の家族」1928年
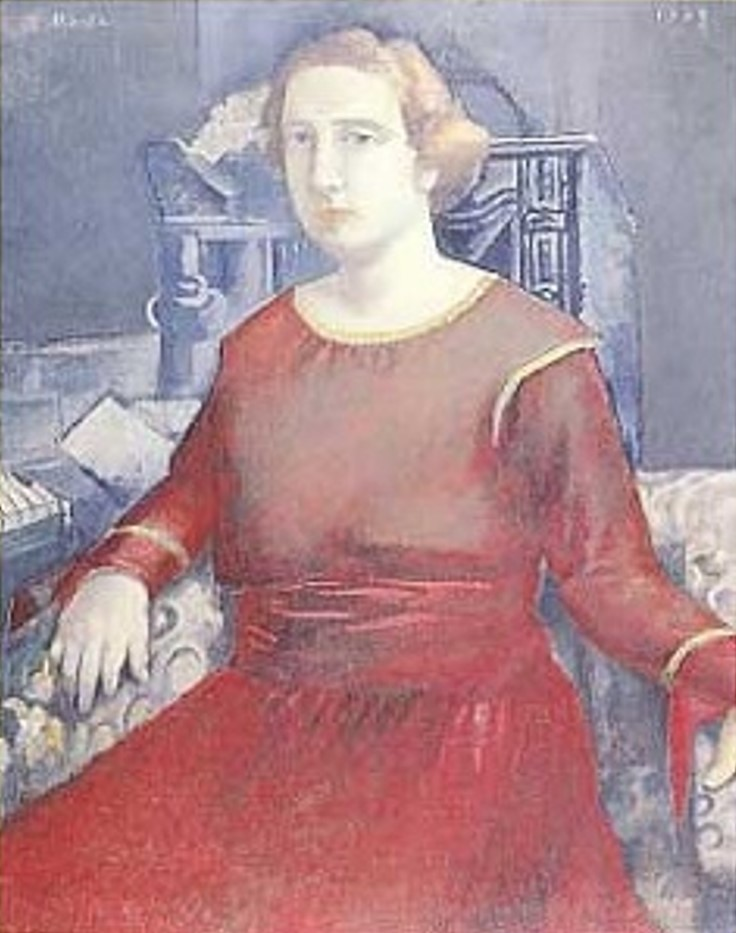
「J.C嬢の像」1925年
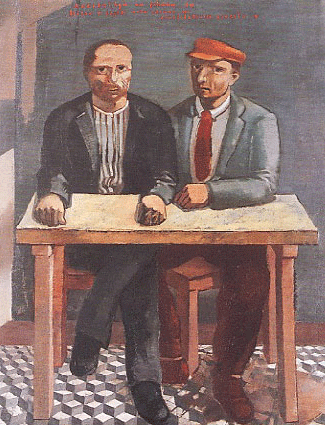
「二人の労働者」1923年
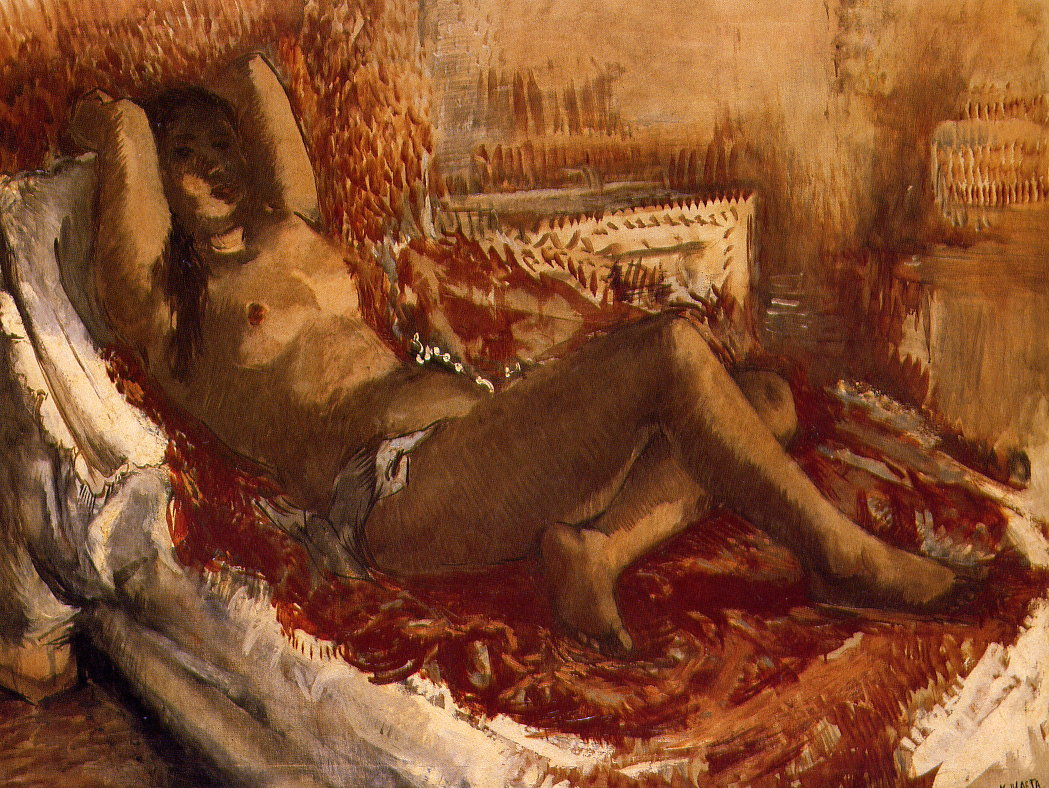
「裸婦」1928年　神奈川県立近代美術館鎌倉別館蔵